# Hogup Cave
Hogup Cave – wapienna jaskinia położona w paśmie Hogup na Wielkiej Pustyni Słonej w północno-zachodniej części amerykańskiego stanu Utah, niedaleko wybrzeży Wielkiego Jeziora Słonego. Stanowisko archeologiczne.
Jaskinia położona jest na wysokości 1432 metrów. Ma wymiary 9×15 m i składa się z dwóch komnat. Po raz pierwszy została przebadana pod koniec lat 60. XX wieku przez zespół archeologów pracujących na zlecenie University of Utah pod kierownictwem Melvina Aikensa. W trakcie eksploracji jaskini odsłonięto 16 poziomów stratygraficznych, zawierających ślady bytności ludzkiej sięgające od około 8350±160 do ok. 480±80 BP. W najniższych poziomach, datowanych na 8-7 tysięcy lat BP, odkryto pozostałości po sezonowych pobytach grup myśliwych: narzędzia kamienne i kościane, dzikie owoce, skóry zwierzęce, wyplatane kosze i liny. Szczątki fauny z tego okresu obejmują głównie kości bizonów, a także widłorogów, mulaków, zajęcy, królaków oraz gryzoni i ptactwa. Pochodzące sprzed 6100-5500 p.n.e. szczątki psów są jednymi z najstarszych na terenie Nowego Świata i świadczą o wczesnej dacie udomowienia tego zwierzęcia na kontynencie amerykańskim.